# روس ويلسون (نحات)
روس ويلسون (بالإنجليزية: Ross Wilson)‏ هو نحات بريطاني، ولد في 1958.

## وصلات خارجية
- روس ويلسون على موقع إن إن دي بي (الإنجليزية)